# Marcusenius altisambesi
Marcusenius altisambesi és una espècie de peix pertanyent a la família dels mormírids i a l'ordre dels osteoglossiformes.

## Etimologia
Marcusenius fa referència a l'alemany Johann Marcusen (el primer ictiòleg a estudiar els mormírids de forma sistemàtica), mentre que l'epítet altisambesi està format per alti- (alt) i sambesi (Zambezi) i al·ludeix a la seua distribució al curs alt del riu Zambezi fins a les cascades Victòria.

## Descripció
Fa 19,5 cm de llargària màxima. 20-26 radis tous a l'aleta dorsal i 26-30 a l'anal. Aleta caudal forcada. 49-60 escates a la línia lateral i 12-14 al voltant del peduncle caudal. Boca terminal. Presència d'un òrgan elèctric.

## Alimentació
Es nodreix d'invertebrats, especialment de larves d'insectes.

## Hàbitat i distribució geogràfica
És un peix d'aigua dolça, demersal i de clima tropical, el qual viu a Àfrica: els fons fangosos i amb vegetació dels petits afluents, els rius grans, les llacunes aïllades, les planes d'inundació i, també, els trams rocallosos de les cascades Victòria de la conca superior del riu Zambezi a Namíbia (incloent-hi el riu Cuando al seu pas per Zàmbia, Botswana i Zimbàbue) i la conca occidental del riu Okavango a Botswana, Namíbia i Angola. És rar als afluents septentrionals del riu Zambezi a Zàmbia i migra en gran nombre dins dels rius i cap als afluents durant la temporada d'inundacions.

## Observacions
És inofensiu per als humans, forma part de la dieta humana local i el seu índex de vulnerabilitat és baix (22 de 100).